# Classe Komsomol Lénine
La classe Komsomol Lénine est une classe de vingt-cinq cargos en service dans la marine soviétique durant la guerre froide. Construits dans les années 1950 et 1960 dans le chantier naval de Kherson et le chantier naval de la mer Noire. Ils sont tous, sauf peut-être un dont le sort n'est pas spécifié, démoli entre 1985 et 1994.

## Conception

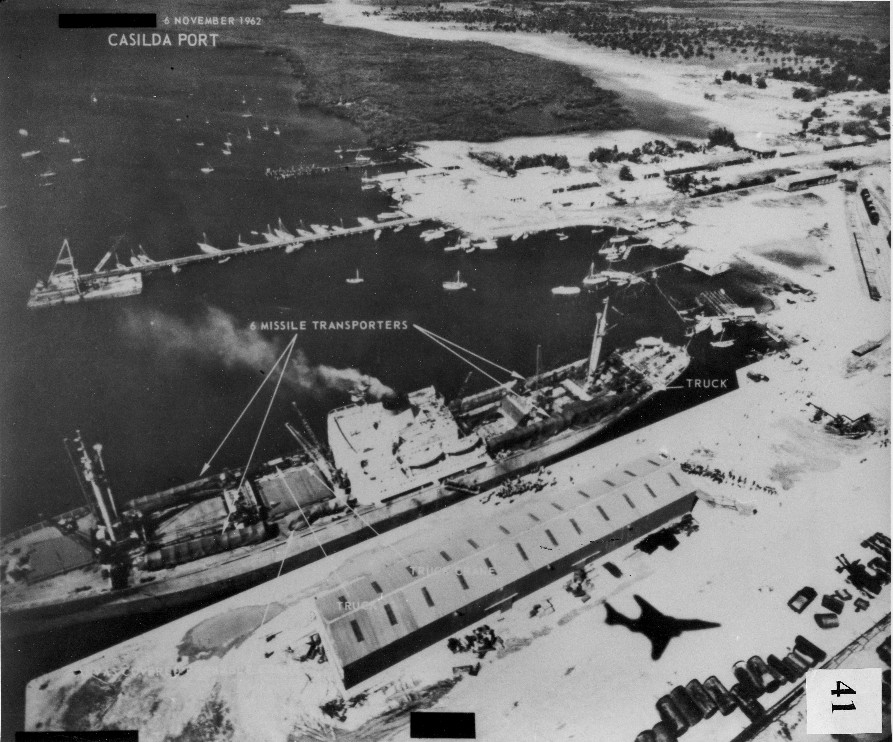
Le Physicien Kourchatov à Casilda lors de la crise de Cuba.
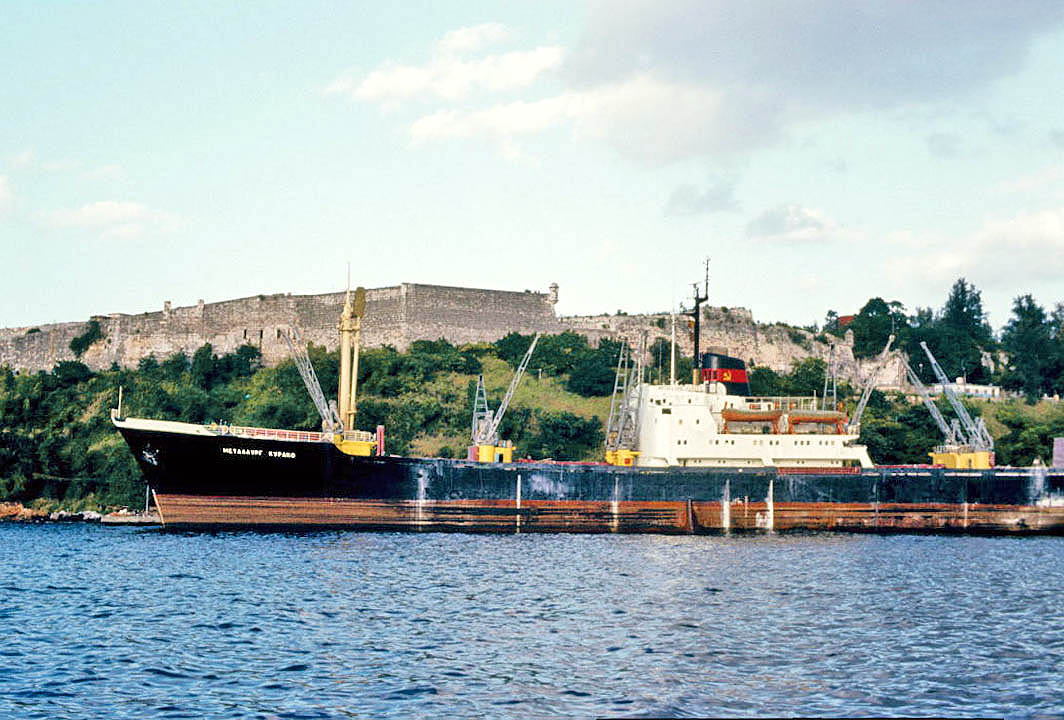
Le Métallurgiste Kourako en 1983 au port de la Havane.

## Navires construits
- 1953 : 
  - Херсон, Kherson,
  - Грозный, Grozny
- 1959 : Ленинский Комсомол, SS Komsomol Lénine
- 1960 : Металлург Байков, Métallurgiste Baïkov
- 1961 : 
  - Металлург Курако, Métallurgiste Kourako
  - Юрий Гагарин, Youriy Gagarine
  - Металлург Бардин, Metallurgie Bardin
  - Химик Зелинский, Chimiste Zelinsky
- 1962 : 
  - Хирург Вишневский, Chirurgien Vichnevsky
  - Физик Курчатов, Physicien Kourtchatov
  - Металлург Аносов, Métallurgie Anosov
  - Красная Пресня, Krasnïa Presnïa
  - Трансбалт, Transbalte
- 1963 : 
  - Красный Октябрь, Octobre rouge
  - Валентина Терешкова, Valentina Terechkova
  - Равенство, Égalité
  - Fraternité, Братство
- 1964 : 
  - Свобода, Liberté
  - Академик Шиманский, Académicien Chimansky
  - Кремль, Kremlin
  - Юный Ленинец, Lénine jeune